# Theni Allinagaram

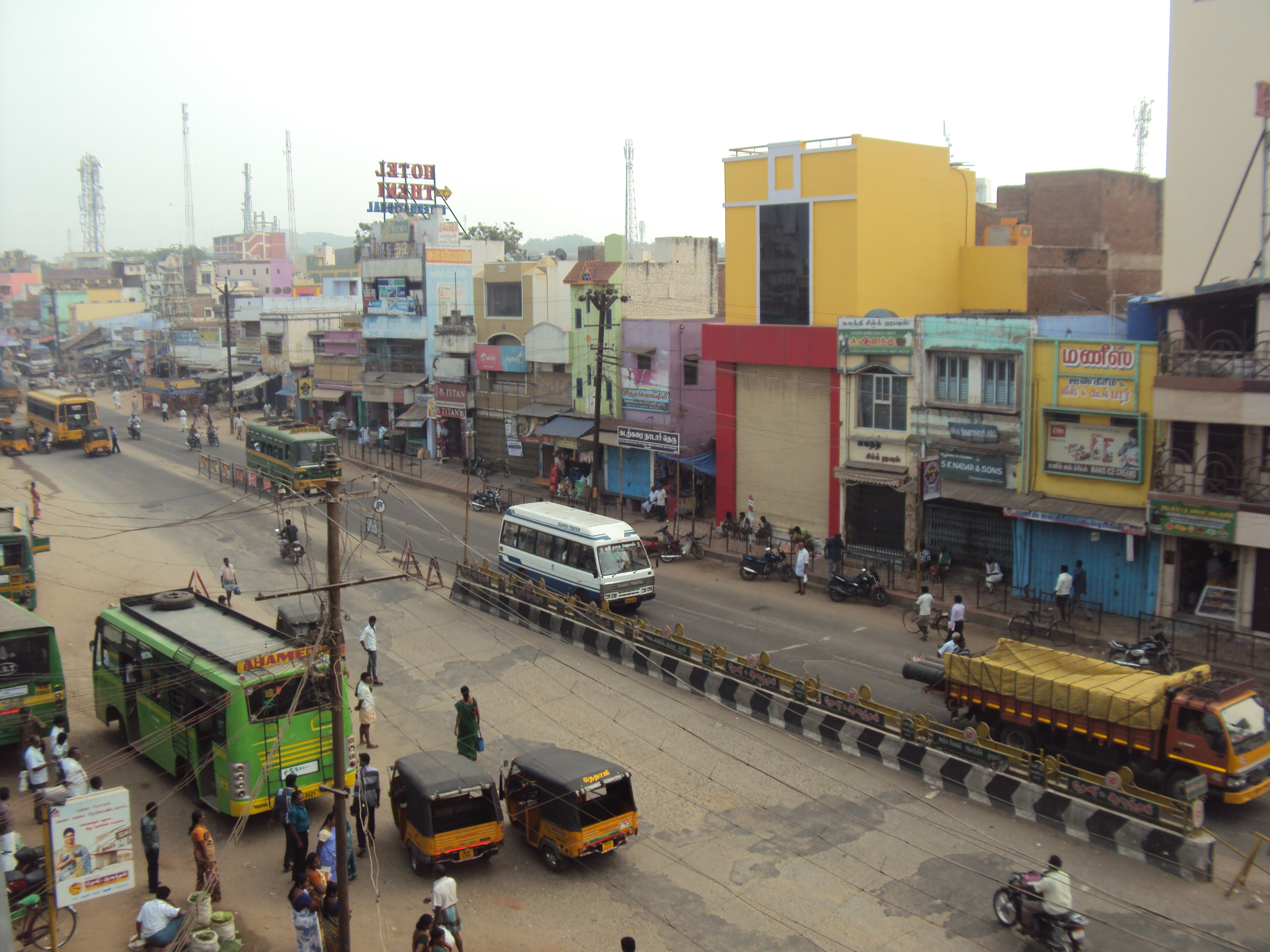
Theni (2013)

Theni Allinagaram ist eine Municipality im südindischen Bundesstaat Tamil Nadu.
Sie entstand durch die Zusammenlegung von Theni (auch: Teni; Tamil: தேனி Tēṉi [ˈt̪eːni]) und Allinagaram. Nach der Volkszählung 2011 hatte Theni Allinagaram rund 94.000 Einwohner. Die Stadt ist Verwaltungssitz des Distrikts Theni.
Theni Allinagaram liegt im Südwesten Tamil Nadus nahe der Grenze zum Nachbarbundesstaat Kerala im Kambam-Tal umgeben von Ausläufern der Westghats. Durch die Stadt fließt der Fluss Theniyar, welcher wenige Kilometer später mit dem Vaigai-Fluss zusammenfließt. Die nächstgrößere Stadt ist Madurai 75 Kilometer östlich. Theni Allinagaram liegt an einer der wichtigsten Verkehrsverbindungen zwischen Tamil Nadu und Kerala, der nationalen Fernstraße NH 49, welcher von Rameswaram über Madurai kommend die Westghats überquert und nach Kochi führt. Über die Bahnstrecke Madurai–Bodinayakkanur ist Theni Allinagaram an das Eisenbahnnetz angebunden. Anfang 2011 wurde der Bahnverkehr aber eingestellt, um die Strecke von Meterspur auf die indische Breitspurweite umzustellen.
95 Prozent der Einwohner sind Hindus, 3 Prozent sind Muslime und 2 Prozent Christen. Die Hauptsprache ist, wie in ganz Tamil Nadu, das Tamil, das von 84 Prozent der Bevölkerung als Muttersprache gesprochen wird. 14 Prozent sprechen Telugu und 2 Prozent Kannada.